# Treball del negatiu fotogràfic
El treball del negatiu fotogràfic té per objectiu aconseguir un negatiu correctament exposat i processat.
Hem de tenir en compte que el negatiu és clau en l'obra del fotògraf. Es tracta de l'element original i insubstituïble a partir del qual realitzarà totes les còpies desitjades amb les modificacions que calgui. Si el negatiu no ha estat tractat correctament, es perdrà informació irrecuperable que s'haurà de compensar dedicant més temps al copiatge, amb l'ús de recursos tècnics que no igualaran la qualitat de la informació perduda.
El negatiu al qual s'aspira amb el treball fotogràfic és aquell que representa les llums en forma de grisos mitjans i foscos diferenciables, les ombres com a grisos de menor densitat (però també ben diferenciables) i els negres com a àrees gairebé transparents. La densitat del negatiu, el contrast, la resolució; tot plegat ha de respondre a les necessitats del fotògraf i ser fruit d'una decisió conscient. El resultat del treball del negatiu ha d'aconseguir característiques tècniques coherents amb els objectius del fotògraf.

## Exposició i revelatge

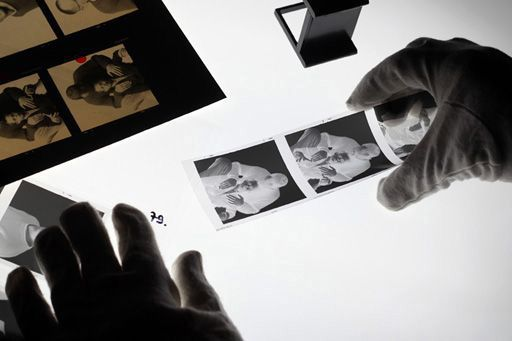
El treball fotogràfic ha de partir d'un profund coneixement i control tècnic del medi.

L'exposició de la pel·lícula determinarà la densitat del negatiu. És a dir, determinarà la quantitat de grans de plata revelats.
Quan un negatiu presenta seccions més denses, opaques o fosques, el motiu és una exposició superior que influeix sobre gran quantitat d'halurs de plata. Aquestes parts produeixen les llums o àrees clares del motiu. En canvi, les parts poc denses (gairebé transparents), han rebut menys exposició i reprodueixen les parts fosques del motiu.
El revelatge influeix en el contrast del negatiu, fonamentalment en les llums i, en menor mesura, en les ombres. Entenem per contrast la diferència de densitat de diverses parts del negatiu. Aquest depèn també del tipus de pel·lícula, l'exposició i el motiu.

## Processament de la pel·lícula
Per a un correcte processament de la pel·lícula, cal, en primer lloc, disposar d'unes condicions de temperatura adequades. Tant pel que fa als químics, com a l'espai, els estris i la pel·lícula. És el que es coneix com a aclimatació. Cal una temperatura constant entre els 18 °C i els 25 °C. Per aconseguir-ho, convé deixar el tanc de revelatge carregat amb les pel·lícules i els químics ja preparats durant vint minuts per igualar-ne la temperatura.
El següent pas és el bany d'humectació. Es tracta de submergir la pel·lícula en el tanc de revelatge ple d'aigua aclimatada, de manera què l'emulsió s'infli i n'asseguri un revelatge més homogeni. Després de repetits moviments d'inversió, uns cops secs n'eliminaran qualsevol imperfecció.

### Revelatge
El tanc s'activa de manera immediata, de manera què la introducció del revelador ha de ser ràpida. En el cas dels tancs amb capacitat per a cinc o més espirals, les operacions d'omplir i buidar el revelador són més lentes, tot provocant una certa desigualtat entre el revelatge de la primera espiral i de l'última. Una bona solució en aquest sentit és emprar dos tancs diferents: un per al revelador i un altre per al bany d'aturada.
A les fosques, s'introdueixen totes les espirals en el tanc que conté el revelador i es tanca. El revelatge es porta a terme amb llum blanca. A continuació, s'extreuen, també en la foscor, les espirals, i es traslladen al tanc amb el bany d'aturada per a finalitzar el procés amb llum blanca.
Hi apliquem moviments de rotació o inversió de manera contínua durant tot el revelatge, perquè quan el revelador entra en contacte amb l'emulsió, s'esgota. El sistema que menys revelador i fixador consumeix consisteix a col·locar el tanc en horitzontal sobre un suport amb rodaments. La inversió ha d'anar acompanyada de la rotació suau del tanc.

### Bany d'aturada
Definim el bany d'aturada com un bany intermedi preparat amb àcid acètic que deté el revelatge i neteja la pel·lícula per a assegurar-ne el correcte fixat. La concentració és de 50 cm³ de solució per litre d'aigua (és a dir,14 cm³ d'àcid acètic glacial per litre d'aigua). Aconseguim un negatiu sobre la pel·lícula que no és estable en rebre la llum.

### Fixatge
En aquesta operació s'eliminen els halurs no reduïts a plata metàl·lica. La pel·lícula queda fixada correctament quan les zones transparents adquireixen una lleugera coloració blavosa. En canvi, si el fixatge no s'ha realitzat amb èxit, o bé per temperatures inadequades, o bé per una dilució excessiva, la coloració és violàcia.
Les restes del fixatge s'han de retirar aclarint en aigua sense retirar la tapa del tanc.

### Eliminador d'hipo
Amb aquest bany s'assegura l'eliminació total de les restes del fixador contingudes en l'emulsió i es redueix el temps de rentatge.

### Rentatge
Una vegada obtinguda la imatge negativa i estable a la llum, es renta el negatiu per tal d'eliminar-ne totes les sals de plata residuals i d'hiposulfit. La temperatura de l'aigua ha de ser superior als 15 °C.

### Bany humectador
Aquest últim bany amb agent humectador dissolt en aigua destil·lada disminueix la tensió superficial de l'aigua, aconseguint que llisqui més fàcilment. En tractar-se d'un producte bactericida, preservarà el bon estat dels negatius, susceptibles de deteriorar-se a causa de la matèria orgànica de l'emulsió.
A continuació, es penja la pel·lícula en un amari d'assecat amb un contrapès perquè quedi convenientment estirada.

### Arxivat
Es retiren les imperfeccions del negatiu i s'arxiven fulles d'acetat totalment transparents, amb el lateral transparent i pH neutre. Els arxivadors s'han de preservar en un indret sec, sense canvis de temperatura sobtats, evitant els gasos i la humitat dels productes químics del laboratori.